# Esperança Bias

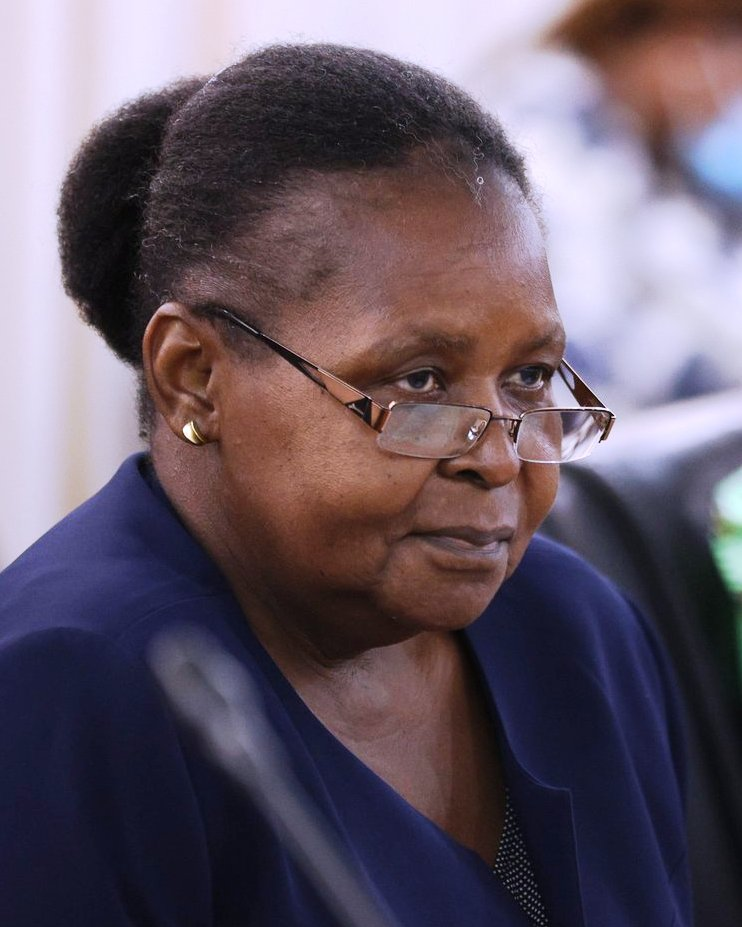
Esperança Bias

Esperança Laurinda Francisco Nhiuane Bias, kurz nur Esperança Bias, (* 28. Juli 1958 in Ilha de Moçambique, Provinz Nampula, Portugiesisch-Ostafrika) ist eine mosambikanische Politikerin (FRELIMO). Zwischen 1991 und 2014 arbeitete Bias im Ministerium für natürliche Ressourcen Mosambiks, das sie zwischen 2005 und 2015 auch leitete.

## Leben

### Jugend und Ausbildung
Esperança Bias wurde am 28. Juli 1958 im Ort der gleichnamigen Ilha de Moçambique – der ehemaligen Kolonialhauptstadt – in der portugiesischen Kolonie Mosambik geboren. Ihre Schulausbildung absolvierte Bias in der Provinzhauptstadt Nampula, zunächst an der Escola Primária Dona Filipa (bis 1970), darauf an der Sekundarschule Liceu Almirante Gago Coutinho (bis 1978). Darauf zog sie in die Hauptstadt Maputo, wo sie zunächst 1979 ein Propädeutikum an der Eduardo-Mondlane-Universität absolvierte. Später, bereits im Berufsleben, holte sie ein Studium der Wirtschaftswissenschaften 1990 an der gleichen Universität nach.

### Beruflicher Werdegang
1976 begann Bias zunächst als Schreibkraft bei der Bank Standard Totta zu arbeiten, bevor sie 1983 zur staatlichen Minenverwaltung Empresa Nacional de Minas wechselte. Dort arbeitete sie sich zunächst zur Leiterin der administrativen Dienste und später zur Abteilungsleiterin hoch. Darauf wechselte sie das Unternehmen, von 1984 bis 1987 hatte Bias eine ähnliche Position (als Abteilungsleiterin) bei Gemas e Pedras Lapidadas inne, einem Unternehmen der Bergbauförderung. 1987 bis 1990 leitete sie die Abteilung für Steinschleifung („Lapidação“) von 1990 bis 1991 leitete sie das Gesamtunternehmen.

### Ruf ins Ministerium für natürliche Ressourcen
1991 wechselte Esperança Bias ins Ministerium für natürliche Ressourcen (MIREM). Dort war sie zunächst stellvertretende Leiterin der Abteilung für Kohle (bis 1994), darauf stellvertretende Leiterin des Wirtschaftsreferats (bis 1998) bevor sie die Leitung des gleichen Referats bis 1999 ausübte. 1999, nach der Wiederwahl Joaquim Chissanos zum Staatspräsidenten, berief dieser sie zur stellvertretenden Ministerin des Ministeriums für natürliche Ressourcen und Energie. Sie übte diese Position bis zum Ende der Legislaturperiode, 2005, aus.
Bei den darauffolgenden Präsidentschaftswahlen im Oktober 2004 gewann Chissanos Nachfolger, Armando Guebuza, die Wahl. Dieser beförderte Bias im Januar 2005 zur Ministerin für natürliche Ressourcen. Bias leitete das Ministerium für zwei Legislaturperioden bis Anfang 2015. Guebuzas Nachfolger, Filipe Nyusi, berief Pedro Conceição Couto zur Nachfolgerin von Bias.
In den Zeitraum der Amtsführung von Bias fiel unter anderem der sog. „Ressourcenboom“ Mosambiks, die Entdeckung von den drittgrößten Erdgasvorkommen der Welt im Rovuma-Becken. Gleichfalls trat Mosambik der Transparenzinitiative um natürliche Ressourcen, EITI, bei.
Bei den Parlamentswahlen 2014 erlangte Bias ein Mandat über die Liste der Provinz Cabo Delgado und ist seitdem Abgeordnete im Parlament Mosambiks.

### Privat
Bias ist verheiratet und hat zwei Kinder. Ihre Muttersprache ist Portugiesisch, sie spricht des Weiteren auch Makua und Englisch. Sie lebt in Matola-Rio.